# Taensa
Os taensa (também escrito tahensa, tinsa, tenisaw, taënsa, grandes taensas, taenso, takensa, tenza, tinza) eram um povo nativo ameríndio que habitava a região do actual estado da Luisiana, na sua zona nordeste, especificamente junto do lago Saint Joseph, a oeste do rio Mississippi, entre o rio Yazoo e Saint Catherine Creek, no que é hoje a Paróquia de Tensas.